# Ta'Rhonda Jones
Ta'Rhonda Jones, née le 12 juillet 1988, est une actrice et rappeuse américaine, surtout connue pour son rôle de Porsha Taylor dans la série télévisée Empire. Elle y tient le rôle de l'assistante de Cookie Lyon (jouée par Taraji P. Henson).

## Carrière
Elle a d'abord passé le casting pour interpréter le personnage de Tiana Brown, qui est ensuite attribué à Serayah McNeill. Ta'Rhonda Jones a également eu un rôle dans l'épisode 18 de la saison 2 dans Chicago Police Department : La Carte de Visite (Get Back to Even en anglais).
Elle a sorti son premier single, Juice, et prévoit d'en sortir un autre bientôt.

## Filmographie

### Télévision
- 2017 : Mister Noël (The perfect Christmas present) : Meg[3]
- 2020 : Moi, Kamiyah, enlevée à la naissance (Stolen by My Mother: The Kamiyah Mobley Story)

Shanara Mobley
2022: "quatre sœurs pour un meurtre"